# Gergely Gulyás
Gergely Gulyás (ur. 21 września 1981 w Budapeszcie) – węgierski polityk i prawnik, poseł do Zgromadzenia Narodowego, wiceprzewodniczący Fideszu, od 2018 minister.

## Życiorys
Ukończył w 2004 studia prawnicze na Katolickim Uniwersytecie Pétera Pázmánya. W 2008 zdał egzamin zawodowy, podjął praktykę adwokacką. Został też nauczycielem akademickim na chrześcijańskiej uczelni Károli Gáspár Református Egyetem.
Zaangażował się w działalność polityczną w ramach Fideszu i jego organizacji młodzieżowej. W 2010 po raz pierwszy uzyskał mandat posła do Zgromadzenia Narodowego, z powodzeniem ubiegał się o reelekcję w wyborach w 2014, 2018 i 2022. W 2014 objął funkcję wiceprzewodniczącego parlamentu, w 2017 stanął na czele frakcji poselskiej Fideszu.
Był współautorem nowej konstytucji z 2011. Współtworzył też ustawę, określaną w mediach jako „lex Biszku”, pozwalającą ścigać działaczy komunistycznych i funkcjonariuszy państwowych odpowiedzialnych za represje po powstaniu węgierskim z 1956.
W maju 2018 objął stanowisko szefa Kancelarii Premiera (w randze ministra) w czwartym rządzie Viktora Orbána. Pozostał na tej funkcji również w utworzonym w maju 2022 piątym rządzie tegoż premiera.